# Brand (Bawaria)
Brand – miejscowość i gmina w Niemczech, w kraju związkowym Bawaria, w rejencji Górny Palatynat, w regionie Oberpfalz-Nord, w powiecie Tirschenreuth, wchodzi w skład wspólnoty administracyjnej Neusorg. Leży w Smreczanach, około 33 km na północny zachód od Tirschenreuth.
1 stycznia 2017 do gminy przyłączono 0,76 km² pochodzące z dzień wcześniej rozwiązanego obszaru wolnego administracyjnie Lenauer Forst oraz 0,04 km² z gminy Kulmain.

## Dzielnice
W skład gminy wchodzą następujące dzielnice:
- Brand
- Bernlohe
- Fuhrmannsreuth
- Grünberg
- Grünlasmühle
- Neubrand
- Oberölbühl

## Osoby urodzone w Brand
- Max Reger (ur. 1873), kompozytor